# Estrona
A estrona é um hormônio estrogênico secretado pelo ovário. É produzida a partir da androstenediona.
A estrona que é o segundo estrogênio predominante na circulação na mulher e predominante após a menopausa. Após a menopausa, a estrona continua a ser sintetizada através da conversão do esteróide adrenal, principalmente nos tecidos gordurosos e células musculares. Quanto mais gordura, mais estrona é produzida.